# Апорія
Апо́рія (грец. απορια — безвихідність) — за формальною логікою — ускладнення в міркуванні, яке здається непереборним. В античній філософії широко відомі апорії Зенона Елейського в поняттях руху, простору і часу.
З точки зору марксизму всі апорії зумовлені об'єктивною суперечністю буття і можуть бути подолані тільки матеріалістичною діалектикою. Але з погляду фізики апорії Зенона зумовлені нерозумінням поняття неперервності руху.
Апорія – безвихідне становище, будь-яка нездолана логічна проблема. Її поняття було введене в ужиток Зеноном з Елеї і вона означала невирішену проблему, що виникла в результаті наявності закладеного в ній протиріччя. Вона відображає невідповідність між даними досвіду, що говорять про  існування руху, простору, множини та  результатами їхньої теоретичної реконструкції. Вона, крім того, вважалась ще і методом спростування при зведенні тези доведеної до абсурду. Всі ці апорії зумовлені об'єктивною суперечністю буття і суперечливим характером пізнання.
Зенон Елейський (др.-гр. Ζήνων ὁ Ἐλεάτης, бл. 490 до н. е. — 430 до н. е.) — давньогрецький філософ, котрий народився в Елеї, Луканія. Він був учнем Парменіда та став дуже відомий своїми апоріями, якими намагався довести розбіжності концепцій руху, простору і множини. Наукові дискусії, викликані цими парадоксальними міркуваннями, істотно поглибили розуміння таких фундаментальних понять, як роль дискретного і безперервного у природі, адекватність фізичного руху та його математичної моделі тощо. Ці дискусії тривають і досі.
Роботи Зенона дійшли до нас у викладі його коментаторів, Сімплікія і Філопона, а також Арістотеля, котрий вважав його першим діалектиком. Зенон бере участь у діалозі Платона «Парменід», згадується також у Діогена Лаертського, Плутарха, в Суді і багатьох інших джерелах.

Апорії  Зенона  –  це  низка  складних  проблем, пов'язаних  з абсолютизацією однієї з діалектично взаємопов'язаних протилежностей. Його сучасники говорили про  сорок апорій  Зенона, якими він  намагався довести хибність видимої чуттєво даної множинності речей та їхнього руху, вважаючи, що істинна картина світу осягається мисленням. До нас дійшло дев'ять апорій, найбільшу популярність з яких вже в давнину отримали лише чотири, котрі стосуються руху. В них показано, що прийняття як безперервності простору і часу: апорії «Дихотомія» та «Ахіллес і черепаха», так і їх дискретності: апорії «Стріла» і «Стадіон» призводить до неможливості руху. Своїми скептичними поглядами  античний  філософ  надав  блискучу  форму  чудово  побудованих умовиводів.
| Апорії Зенона - «Ахіллес і черепаха» - «Дихотомія» - «Стріла Зенона» - «Стадіон» | Апорії Евбулід - Парадокс брехуна - «Соріт» або «Купа» - Парадокс лисого - «Рогатий» |